# (131) Vala
(131) Vala – planetoida z pasa głównego planetoid okrążająca Słońce w ciągu 3 lat i 290 dni w średniej odległości 2,43 j.a. Została odkryta 24 maja 1873 roku w Clinton położonym w hrabstwie Oneida w stanie Nowy Jork przez Christiana Petersa. Nazwa planetoidy pochodzi od Völvy, prorokini w mitologii nordyckiej.